# Herbert Oakeley
Sir Herbert Stanley Oakeley (Ealing, barri de Londres, 22 de juliol de 1830 – Eastbourne, 26 d'octubre de 1903) fou un organista i compositor del Regne Unit.
Fou deixeble d'Elvey en harmonia, i de Schneider de Dresden en orgue; també cursà estudis en el Conservatori de Leipzig. El 1856 fou nomenat professor de música en la Universitat d'Edimburg, càrrec que conservà fins al 1891, i posteriorment se'l va fer objecte de moltes distincions honorífiques.
De la seva composició publicà: Marxes solemnes i Marxa fúnebre, per a orgue: Oda del jubileu (1887), cants amb acompanyament de piano i d'orquestra, cors, transcripcions de 12 melodies populars escoceses, composicions per a piano sol, i música vocal religiosa, com antífones, himnes, etc.